# Władysław Korkuć
Władysław Korkuć, ps. Brat Robak (ur. 16 września 1928 w Wilnie, zm. 18 października 2014 tamże) – żołnierz Armii Krajowej, łagiernik, działacz społeczności polskiej na Litwie.

## Życiorys
W czasie II wojny światowej uczestniczył w polskiej konspiracji zbrojnej na Wileńszczyźnie, od 1944 był łącznikiem oddziałów partyzanckich Okręgu Wilno Armii Krajowej, brał udział w operacji Ostra Brama. W 1946 był członkiem konspiracyjnej drużyny harcerskiej „Czarna Trzynastka” w Wilnie. 10 grudnia 1949 aresztowany przez NKWD, 22 marca 1950 skazany na 5 lat łagrów, wyrok odbywał w obozie w Workucie, zwolniony po odbyciu 3 lat kary w maju 1953.
Ukończył wokalistykę i dyrygenturę w technikum muzycznym oraz Konserwatorium w Wilnie. Pracował w technikum rolniczym, był instruktorem chórów w Wilnie i na Wileńszczyźnie, współpracował z Instytutem Pedagogicznym. Był zawodowym śpiewakiem w chórach: Radia Litewskiego (1955–1959), Filharmonii Litewskiej (1960–1962), Radia i Telewizji Litewskiej (1963–1976). Był wieloletnim chórzystą, solistą, a następnie chórmistrzem zespołu „Wilia”. Zakładał polskie dziecięce zespoły ludowe na Litwie, m.in.: „Wilenkę”, „Świteziankę”, „Przepióreczkę”, „Prząśniczkę”, „Biedronkę” oraz chóry „Zorza” i „Lira”. Pracował w Landwarowie, Trokach, Miednikach, Suderwie, Czarnym Borze i Bujwidzie. Przez wiele lat prowadził chór parafialny „Echo” przy Kościele św. Rafała w Wilnie.
Zmarł w Hospicjum bł. ks. Michała Sopoćki w Wilnie. Został pochowany na cmentarzu Na Rossie.

## Odznaczenia i nagrody
- Krzyż Kawalerski Orderu Odrodzenia Polski (1998)[4]
- Medal „Pro Memoria”
- Medal „Pro Patria”
- Order Uśmiechu
- Nagroda im. Oskara Kolberga